# Seznam dílů seriálu M.A.S.H. – Co bylo potom
Toto je seznam dílů seriálu M.A.S.H. – Co bylo potom. Americký komediální seriál M.A.S.H. – Co bylo potom, navazující na sitcom M*A*S*H, byl premiérově vysílán v letech 1983–1985 na stanici CBS, celkem vzniklo 31 dílů rozdělených do dvou řad.

## Přehled řad
| Řada | Díly | Premiéra v USA | Premiéra v USA  | Premiéra v ČR      | Premiéra v ČR     |
| Řada | Díly | První díl      | Poslední díl    | První díl          | Poslední díl      |
| ---- | ---- | -------------- | --------------- | ------------------ | ----------------- |
| 1    | 22   | 26. září 1983  | 12. března 1984 | 14. listopadu 1996 | 23. prosince 1996 |
| 2    | 9    | 23. září 1984  | 31. května 1985 | 30. prosince 1996  | 15. ledna 1997    |

## Seznam dílů
V Česku byl seriál uveden s díly seřazenými dle produkčního pořadí.

### První řada (1983–1984)
| Č. v seriálu | Č. v řadě | Původní název            | Český název               | Režie              | Scénář                                                 | Premiéra v USA     | Premiéra v ČR      | Produkční kód |
| ------------ | --------- | ------------------------ | ------------------------- | ------------------ | ------------------------------------------------------ | ------------------ | ------------------ | ------------- |
| 1            | 1         | September of '53         | Léto '53                  | Burt Metcalfe      | Larry Gelbart                                          | 26. září 1983      | 14. listopadu 1996 | 2E01          |
| 2            | 2         | Together Again           | Znova spolu               | Nick Havinga       | Larry Gelbart                                          | 26. září 1983      | 18. listopadu 1996 | 2E02          |
| 3            | 3         | Klinger vs. Klinger      | Klinger vs. Klinger       | Will Mackenzie     | Ken Levine                                             | 3. října 1983      | 19. listopadu 1996 | 2E03          |
| 4            | 4         | Snap, Crackle, Plop      | Chňap, třesk a žbluňk     | Nick Havinga       | Dennis Koenig                                          | 10. října 1983     | 20. listopadu 1996 | 2E04          |
| 5            | 5         | Staph Inspection         | Stafylokoková infekce     | Burt Metcalfe      | Ken Levine a David Isaacs                              | 17. října 1983     | 26. listopadu 1996 | 2E07          |
| 6            | 6         | Night Shift              | Noční směna               | Edward H. Feldman  | Everett Greenbaum a Elliott Reed                       | 24. října 1983     | 25. listopadu 1996 | 2E06          |
| 7            | 7         | Shall We Dance           | Budeme tancovat           | Will Mackenzie     | Ken Levine a David Isaacs                              | 31. října 1983     | 21. listopadu 1996 | 2E05          |
| 8            | 8         | Little Broadcast of '53  | Malé vysílání '53         | Burt Metcalfe      | Dennis Koenig                                          | 7. listopadu 1983  | 27. listopadu 1996 | 2E08          |
| 9            | 9         | Sunday, Cruddy Sunday    | Návštěvní neděle          | Nick Havinga       | Dennis Koenig                                          | 14. listopadu 1983 | 28. listopadu 1996 | 2E09          |
| 10           | 10        | Thanksgiving of '53      | Díkůvzdání '53            | Burt Metcalfe      | Ken Levine, David Isaacs                               | 21. listopadu 1983 | 2. prosince 1996   | 2E10          |
| 11           | 11        | Fallout                  | Dopady války              | Larry Gelbart      | Larry Gelbart                                          | 5. prosince 1983   | 4. prosince 1996   | 2E12          |
| 12           | 12        | The Bladder Day Saints   |                           | Nick Havinga       | Everett Greenbaum a Elliott Reid                       | 12. prosince 1983  | 3. prosince 1996   | 2E11          |
| 13           | 13        | All About Christmas Eve  | Vánoce v nemocnici        | Burt Metcalfe      | Dennis Koenig                                          | 19. prosince 1983  | 5. prosince 1996   | 2E13          |
| 14           | 14        | Chief of Staff           | Překvapení pro plukovníka | Burt Brinckerhoff  | Gordon Mitchell                                        | 2. ledna 1984      | 10. prosince 1996  | 2E15          |
| 15           | 15        | C.Y.A.                   | Byrokracie papírování     | Burt Brinckerhoff  | Janis Hirsch                                           | 9. ledna 1984      | 9. prosince 1996   | 2E14          |
| 16           | 16        | Yours Truly, Max Klinger | S pozdravem, Max Klinger  | Burt Metcalfe      | Ken Levine a David Isaacs                              | 16. ledna 1984     | 11. prosince 1996  | 2E16          |
| 17           | 17        | It Had to Be You         | Musel jsi to být ty       | Larry Gelbart      | Dennis Koenig, Ken Levine a David Isaacs               | 23. ledna 1984     | 12. prosince 1996  | 2E17          |
| 18           | 18        | Odds and Ends            | Operace Boba Scannella    | Peter Levin        | Everett Greenbaum a Elliott Reid                       | 30. ledna 1984     | 16. prosince 1996  | 2E18          |
| 19           | 19        | Another Saturday Night   | Další sobotní noc         | Jamie Farr         | námět: Dennie Koenig scénář: Ken Levine a David Isaacs | 6. února 1984      | 17. prosince 1996  | 2E19          |
| 20           | 20        | Fever Pitch              | Horečka stoupá            | Burt Metcalfe      | Dennis Koenig                                          | 27. února 1984     | 19. prosince 1996  | 2E21          |
| 21           | 21        | By the Book              | Podle knihy               | Gabrielle Beaumont | Larry Balmagia                                         | 5. března 1984     | 18. prosince 1996  | 2E20          |
| 22           | 22        | Up and Down Payments     |                           | Burt Metcalfe      | Ken Levine a David Isaacs                              | 12. března 1984    | 23. prosince 1996  | 2E22          |

### Druhá řada (1984–1985)
| Č. v seriálu | Č. v řadě | Původní název              | Český název | Režie            | Scénář                                   | Premiéra v USA   | Premiéra v ČR     | Produkční kód |
| ------------ | --------- | -------------------------- | ----------- | ---------------- | ---------------------------------------- | ---------------- | ----------------- | ------------- |
| 23           | 1         | Less Miserables            |             | Burt Metcalfe    | Ken Levine, David Isaacs a Dennis Koenig | 23. září 1984    | 30. prosince 1996 | 2W01          |
| 24           | 2         | Calling Doctor Habibi      |             | Hy Averback      | Dennis Koenig, Ken Levine a David Isaacs | 25. září 1984    | 2. ledna 1997     | 2W02          |
| 25           | 3         | Strangers and Other Lovers |             | Burt Metcalfe    | Dennis Koenig                            | 2. října 1984    | 6. ledna 1997     | 2W03          |
| 26           | 4         | Trials                     |             | Charles S. Dubin | Ken Levine a David Isaacs                | 9. října 1984    | 7. ledna 1997     | 2W04          |
| 27           | 5         | Madness to His Method      |             | Burt Metcalfe    | Tom Straw                                | 16. října 1984   | 8. ledna 1997     | 2W05          |
| 28           | 6         | The Recovery Room          |             | Charles S. Dubin | Jay Folb                                 | 30. října 1984   | 9. ledna 1997     | 2W06          |
| 29           | 7         | Ward Is Hell               |             | Burt Metcalfe    | Ken Levine, David Isaacs a Dennis Koenig | 4. prosince 1984 | 15. ledna 1997    | 2W09          |
| 30           | 8         | Saturday's Heroes          |             | Burt Metcalfe    | Ken Levine a David Isaacs                | 31. května 1985  | 13. ledna 1997    | 2W07          |
| 31           | 9         | Wet Feet                   |             | Hy Averback      | Dennis Koenig                            | nebylo vysíláno  | 14. ledna 1997    | 2W08          |